# Zákon o sociálním bydlení
Zákon o sociálním bydlení je dosud chybějící legislativní úprava, která by vymezovala pojem sociálního bydlení, cílovou skupinu sociálního bydlení, roli jednotlivých aktérů v jeho zajišťování a způsob zajištění stabilního financování.
Od roku 2007 se objevuje v programových prohlášeních vlády, nejblíže k prosazení se dostal v roce 2017, kdy však neprošel ani prvním čtením. V roce 2021 byl hotový věcný záměr zákona z dílny Ministerstva pro místní rozvoj, vláda se však rozhodla ho dále neprojednávat. Předložení alternativy v podobě zákona o dostupném bydlení bylo odloženo na jaro 2021. Vzhledem k blížícím se sněmovním volbám na podzim 2021 ale projednán nebyl. Podle vyjádření Ivana Bartoše se zákonem bude ministerstvo znovu zabývat až v roce 2023. V dubnu 2023 Ústavní soud nepřímo upozornil na problematičnost chybějící legislativní úpravy sociálního bydlení. Platnost zákona je nejnověji naplánována na rok 2025.

## Historie

### 1992–2013
Od 1. ledna 1992 nemají stát ani obce dále povinnost zajistit dostatečnou nabídku (sociálních) bytů. Velká část bytů v majetku obce byla ve špatném stavu, a regulace nájemného obcím znemožňovala investovat do oprav. Obce se tak rozhodly pro privatizaci bytů. To se spolu s nedostatečnou sociální a bytovou politikou stává hlavní příčinou roustoucí nedostupnosti bydlení a bezdomovectví a bytové nouze.
Od roku 2003 upozorňoval na potřebnost zákona o sociálním bydlení tehdejší ombudsman Otakar Motejl. Na základě podnětů občanů vyjádřil v souhrnné zprávě názor, že je potřeba schválit zákon o sociálním bydlení, který by systematicky a zcela jasně v oblasti bytové politiky vymezil postavení státu a obcí, stanovil jejich povinnosti, určil minimální standard bydlení, stanovil nutnost tvorby bytového fondu pro účely sociálního bydlení a vyřešil vazby na související právní předpisy.
V roce 2007 se vytvoření zákona o sociálním bydlení stalo závazným legislativním úkolem vlády Mirka Topolánka: jedním z programových cílů vlády bylo „Zpřesnit definici a vymezení podpory v oblasti sociálního bydlení a rozšíření finanční podpory obcí v oblasti sociálního bydlení s důrazem na odpovědnost obcí“. V roce 2008 Ministerstvo pro místní rozvoj, v jehož gesci měl zákon vzniknout, doporučilo plnění tohoto programového cíle zrušit a přípravu zákona odmítlo. Na podzim téhož roku předložilo ministerstvo místo zákona koncepci tehdejšího vicepremiéra Jiřího Čunka. Koncepce podlehla ostré kritice a po odchodu Čunka z postu ministra od ní bylo upuštěno.
Za tuto dobu neexistence zákona o sociálním bydlení narostl v souvislosti s postupnou deregulací nájemného počet domácností s nárokem na příspěvek na bydlení, zněkolikanásobil se i počet příjemců doplatků na bydlení v jiných prostorech, než jsou byty (např. na ubytovnách). V roce 2018 se podle analýz v závažné bytové nouzi (tedy na ulici, ubytovnách, azylových bytech nebo v nestandardním bydlení dle klasifikace ETHOS (Evropská typologie bezdomovství a vyloučení z bydlení) nacházelo 83 000 lidí, z toho 20 000 dětí.

### 2013–2015
V roce 2013 vznikla Platforma pro sociální bydlení s cílem zákon o sociálním bydlení prosadit. Jde o sdružení odborníků a organizací, které se věnují tématu bytové nouze, sociálního bydlení nebo lidských práv. Platforma zároveň formulovala deset bodů, které by měl dobrý zákon o sociálním bydlení splňovat:
1. Systém prevence ztráty bydlení zajistí, že se lidé neocitnou v bytové nouzi.
2. Na sociální bydlení budou mít nárok lidé v bytové nouzi, přednostně ti nejohroženější.
3. Sociální bydlení bude poskytováno lidem v bytové nouzi, ne za odměnu nebo zásluhu, ale protože bydlení potřebují.
4. Stát zajistí finance obcím, obce zajistí bydlení lidem v bytové nouzi.
5. Sociální bydlení bude zajišťováno výhradně ve standardních bytech.
6. Kvalita poskytovaných bytů bude pod veřejnou kontrolou.
7. Kvalitní podpora, zejména sociální práce, bude dostupná těm, kdo ji potřebují. Nikoliv nucena všem, nehledě na to, zda ji potřebují.
8. Bydlení bude lidem v bytové nouzi poskytováno, dokud jej budou potřebovat.
9. Sociální bydlení bude rozptýlené v rámci běžné zástavby a mimo vyloučené lokality.
10. Náběh systému bude mít realistický harmonogram.

Téhož roku se před volbami všechny budoucí koaliční strany (ANO, ČSSD, KDU-ČSL) shodly na nutnosti přijetí zákona o sociálním bydlení. Hnutí ANO po volbách prosadilo do koaliční smlouvy závazek zákon o sociálním bydlení připravit. V roce 2014 byla zahájena příprava Koncepce sociálního bydlení ČR do roku 2025. Na zákonu ale vláda nadále nepracovala a ve snižování počtu lidí v bytové nouzi selhala. V roce 2015 reagovala na tuto nečinnost vlády tisícovka odborníků a zástupců široké veřejnosti – vyzvala premiéra Sobotku, aby zajistil co nejrychlejší projednání Koncepce sociálního bydlení a na jejím základě zahájil přípravu zákona. Koncepce byla na podzim 2015 schválena vládou a Ministerstvo práce a sociálních věcí dostalo za úkol na jejím základě připravit zákon.

### 2016–2019
V průběhu roku 2016 proběhla příprava zákona, jehož paragrafové znění bylo odborníky hodnoceno kladně. Do konce roku se znění zákona vzhledem ke kompromisům změnilo do podoby, kterou odborníci považovali za nepřijatelnou. Na začátku roku 2017 se formovala iniciativa Mít svůj domov, ke které se postupně přidalo 111 neziskových organizací, vzdělávacích institucí a formou petice tisíce zástupců široké veřejnosti. Iniciativa na začátku ledna vyzvala vládu, aby do konce téhož měsíce zákon schválila. Na konci měsíce svolala demonstraci, aby vládě připomněla, že má poslední možnost nastartovat legislativní proces. Na demonstraci ministryně Karla Šlechtová přislíbila, že zákon s výhradami podepíše: její výhrady mířily především na příliš velkou šíři cílové skupiny zákona a absenci nutnosti sociální práce. Koncept širší cílové skupiny zákona následně podpořil i prezident Miloš Zeman. 1. února 2017 byl legislativní radě vlády se zpožděním předložen návrh zákona k posouzení a ministryně Šlechtová návrh spolupodepsala. K zákonu následně poslala své stanovisko komise legislativní rady vlády. Na základě připomínek byl zákon dopracován a předložen vládě k projednání. Zákon však napotřetí neprošel ani prvním čtením, opozice (TOP 09 a ODS) zablokovala i jeho pouhé projednání, což pro příslušné volební období znamenalo pro zákon konec.
Záměr připravit zákon o sociálním bydlení se znovu objevil v programovém prohlášení nové vlády Andreje Babiše. Nový zákon byl v gesci Ministerstva pro místní rozvoj: v srpnu 2018 byl dokončen věcný záměr. Ten se však nedostal ani na jednání vlády, premiér Babiš oznámil, že zákon o sociálním bydlení nebude a místo toho slíbil řešit bytovou nouzi dotačním programem pro obce na výstavbu bytů. Ten se později ukázal jako neúspěšný, ministerstvo pro místní rozvoj navíc odložilo předložení zákona (o dostupném bydlení) na jaro 2021.

## Podpora zákona o sociálním bydlení
Platforma pro sociální bydlení před volbami v roce 2017 oslovila 1 089 kandidátů do Poslanecké sněmovny. Z průzkumu vyplynulo, že si 94 % všech kandidátů přálo, aby byl zákon o sociálním bydlení přijat v příslušném volebním období. V roce 2019 provedl Institut evaluací a sociálních analýz (INESAN) pro Ministerstvo práce a sociálních věcí průzkum mezi zástupci široké veřejnosti. Pro vznik zákona by podle tohoto průzkumu bylo 85 % respondentů.